# Wayne Grady
Wayne Grady, född 26 juli 1957 i Brisbane i Australien, är en professionell golfspelare. 
Grady blev proffs 1978. Han är mest känd för majorsegern i PGA Championship1990. Han blev även tvåa i The Open Championship 1989 efter att ha förlorat särspelet mot Greg Norman och Mark Calcavecchia där Calcavecchia vann. Hans tredje topp tioplacering i en major kom i The Open Championship 1993 då han delade niondeplatsen.
Grady fick sitt medlemskap på den amerikanska PGA-touren i 1984 års Qualifying School och den största delen av sin karriär spelade han i USA. Han spelade även på PGA European Tour där han vann en gång och det var i German Open 1984.
Grady är idag ordförande i Australian PGA Tours styrelse. Han driver ett golfbanedesignföretag och äger ett golftourföretag. Han har även varit med i BBC:s kommentatorsuppsättning under The Open Championship.

## Meriter

### Majorsegrar
- 1990 PGA Championship

### Segrar på PGA-touren
- 1989 Manufacturers Hanover Westchester Classic

### Övriga segrar
- 1978 Westlakes Classic (Australien)
- 1984 German Open (Europatouren)
- 1988 Australian PGA Championship
- 1989 World Cup of Golf (Lagtävling med Peter Fowler)
- 1991 Australian PGA Championship
- 1993 Indonesian PGA Championship

### Lagtävlingar
- Alfred Dunhill Cup: 1989, 1990, 1991
- Four Tours World Championship: 1989, 1990
- World Cup of Golf: 1978, 1983, 1989